# Campeonato Sudamericano 1916
El Campeonato Sudamericano de Selecciones 1916 fue la primera edición del certamen, competencia que posteriormente sería sucedida por la Copa América y que es la principal copa internacional de fútbol disputado por selecciones nacionales en América del Sur. Se desarrolló en Buenos Aires, Argentina, entre el 2 y el 17 de julio de 1916.
La disputa del torneo coincidió con los festejos por el centenario de la declaración de independencia de la Argentina. Además, la realización de la copa fue de vital importancia para la fundación de la Confederación Sudamericana de Fútbol, que se realizó a mediados de la competencia, el 9 de julio de 1916. Fue la primera competencia internacional del mundo.

## Organización

### Sedes
El estadio del Club de Gimnasia y Esgrima de Buenos Aires fue seleccionado como sede principal para todos los partidos del torneo en cuestión. Sin embargo, durante el último encuentro, disputado entre las selecciones de Argentina y Uruguay, se produjeron incidentes a los cinco minutos de iniciado el juego que determinaron su suspensión. Los 85 minutos restantes del partido se llevaron a cabo al día siguiente en el estadio del Racing Club de Avellaneda, ubicado en el lugar que más tarde se convertiría en «El Cilindro».
| Buenos Aires                                                          | Avellaneda          |
| --------------------------------------------------------------------- | ------------------- |
| Estadio GEBA                                                          | Estadio Racing Club |
| Capacidad: 18 000                                                     | Capacidad: 20 000   |
|                                                                       |                     |
| Sedes en la ciudad de Buenos Aires · Estadio GEBA Estadio Racing Club |                     |

### Árbitros
- Hugo Gronda
- Sidney Pullen
- Carlos Fanta
- León Peyrou

## Equipos participantes
Participaron las selecciones de las cuatro asociaciones afiliadas a la Confederación Sudamericana de Fútbol en esa época.
| Equipos participantes | Equipos participantes | Equipos participantes | Equipos participantes |
| --------------------- | --------------------- | --------------------- | --------------------- |
| Argentina             | Brasil                | Chile                 | Uruguay               |

## Desarrollo
Las cuatro selecciones disputaron el torneo bajo el sistema de todos contra todos, a una vuelta. En los primeros encuentros, Argentina y Uruguay, los favoritos del torneo, golearon sin mayores problemas a Chile, quien luego empataría 1 a 1 con Brasil. Más tarde, los favoritos enfrentaron a Brasil, donde los uruguayos obtuvieron la victoria y los argentinos empataron. El encuentro final del torneo entre Argentina y Uruguay se vio suspendido a los 5 minutos del primer tiempo, debido a incidentes. El resto del encuentro se disputó al día siguiente en otro escenario. El empate en cero le permitió a Uruguay obtener el primer título sudamericano.

## Resultados

### Posiciones finales
| Selección | Pts. | PJ | PG | PE | PP | GF | GC | Dif. |
| --------- | ---- | -- | -- | -- | -- | -- | -- | ---- |
| Uruguay   | 5    | 3  | 2  | 1  | 0  | 6  | 1  | +5   |
| Argentina | 4    | 3  | 1  | 2  | 0  | 7  | 2  | +5   |
| Brasil    | 2    | 3  | 0  | 2  | 1  | 3  | 4  | –1   |
| Chile     | 1    | 3  | 0  | 1  | 2  | 2  | 11 | –9   |

### Partidos
| 2 de julio de 1916 14:30 | Uruguay                               | 4:0 (1:0) | Chile | Estadio GEBA, Buenos Aires                                          |                                                                     |
| | Piendibene 44', 75' · Gradín 55', 70' |           |       | Asistencia: 10 000 espectadores Árbitro(s): Hugo Gronda (Argentina) | Asistencia: 10 000 espectadores Árbitro(s): Hugo Gronda (Argentina) |
| Chile presentó un reclamo debido a que Uruguay incluyó a dos futbolistas de raza negra en el partido (Isabelino Gradín y Juan Delgado), pero el reclamo fue desestimado. La prensa argentina bautizó la acrobacia «chilena». |                                       |           |       |                                                                     |                                                                     |

| 6 de julio de 1916 14:30                               | Argentina                                                            | 6:1 (1:1) | Chile    | Estadio GEBA, Buenos Aires                                         |                                                                    |
|                                                        | Ohaco 2', 75' · Brown 60' (pen.), 62' (pen.) · Marcovecchio 67', 89' |           | 44' Báez | Asistencia: 15 000 espectadores Árbitro(s): Sidney Pullen (Brasil) | Asistencia: 15 000 espectadores Árbitro(s): Sidney Pullen (Brasil) |
| El futbolista Sidney Pullen tuvo que hacer de árbitro. |                                                                      |           |          |                                                                    |                                                                    |

| 8 de julio de 1916 14:30 | Chile       | 1:1 (0:1) | Brasil          | Estadio GEBA, Buenos Aires                                        |                                                                   |
|                          | Salazar 85' |           | 29' Demósthenes | Asistencia: 15 000 espectadores Árbitro(s): León Peyrou (Uruguay) | Asistencia: 15 000 espectadores Árbitro(s): León Peyrou (Uruguay) |

| 10 de julio de 1916 14:30 | Argentina  | 1:1 (1:1) | Brasil      | Estadio GEBA, Buenos Aires                                       |                                                                  |
| | Laguna 10' |           | 23' Alencar | Asistencia: 20 000 espectadores Árbitro(s): Carlos Fanta (Chile) | Asistencia: 20 000 espectadores Árbitro(s): Carlos Fanta (Chile) |
| El entrenador Carlos Fanta tuvo que hacer de árbitro. Antes del inicio de este partido, a Argentina le faltaba un jugador para completar su oncena titular, y el futbolista José Laguna quien se encontraba en las tribunas fue llamado de urgencia para jugar este partido. |            |           |             |                                                                  |                                                                  |

| 12 de julio de 1916 14:30 | Uruguay                  | 2:1 (0:1) | Brasil          | Estadio GEBA, Buenos Aires                                       |                                                                  |
| | Gradín 58' · Tognola 77' |           | 8' Friedenreich | Asistencia: 20 000 espectadores Árbitro(s): Carlos Fanta (Chile) | Asistencia: 20 000 espectadores Árbitro(s): Carlos Fanta (Chile) |
| El entrenador Carlos Fanta tuvo que hacer de árbitro. En este partido, el futbolista brasileño Orlando se lesionaría, y se pediría su cambio; sin embargo el capitán uruguayo Jorge Pachecho se opuso diciendo que los cambios no están permitidos. |                          |           |                 |                                                                  |                                                                  |

| 17 de julio de 1916 14:30 (15:30) | Argentina | 0:0 | Uruguay | Estadio Racing Club, Avellaneda                                  |  |
| |           |     |         | Asistencia: 17 000 espectadores Árbitro(s): Carlos Fanta (Chile) |  |
| El partido jugado el 16 de julio en GEBA fue suspendido a los 5 minutos por incidentes. El resto del encuentro se disputó al día siguiente en el estadio de Racing Club. El entrenador Carlos Fanta tuvo que hacer de árbitro. Primera vuelta olímpica que se da en la Copa América. Primera vuelta olímpica de Uruguay. |           |     |         |                                                                  |  |

|                             |
| Bandera de Uruguay          |
| Campeón Uruguay 1.er título |

### Goleadores
| Jugador                   | Selección | Goles |
| ------------------------- | --------- | ----- |
| Isabelino Gradín          | Uruguay   | 3     |
| Alberto Marcovecchio      | Argentina | 2     |
| Alberto Ohaco             | Argentina | 2     |
| José Piendibene           | Uruguay   | 2     |
| Juan Domingo Brown        | Argentina | 2     |
| Arthur Friedenreich       | Brasil    | 1     |
| Demosthenes               | Brasil    | 1     |
| Hernando Salazar          | Chile     | 1     |
| José Manuel Durand Laguna | Argentina | 1     |
| José Tognola              | Uruguay   | 1     |
| Manoel Alencar Monte      | Brasil    | 1     |
| Ángel Báez                | Chile     | 1     |

### Asistentes
| Jugador             | Selección | Asistencias |
| ------------------- | --------- | ----------- |
| Antonio Bracchi     | Uruguay   | 1           |
| Arthur Friedenreich | Brasil    | 1           |
| Alfredo Geldes      | Chile     | 1           |
| Juan Heissinger     | Argentina | 1           |
| Clodomiro Moreno    | Chile     | 1           |
| Ricardo Olazar      | Argentina | 1           |
| Adolfo Perinetti    | Argentina | 1           |
| Pascual Somma       | Uruguay   | 1           |

Fuentes: Big Soccer 

### Mejor jugador del torneo
- Isabelino Gradín.[10]